# 장제 (원강)
장제(張濟, ? ~ 184년?)는 후한 후기의 관료로, 자는 원강(元江)이며 여남군 세양현(細陽縣) 사람이다. 전한의 개국공신 장오의 후손으로, 증조부 장포는 태위·사도를 지냈다.

## 행적
유학을 좋아하였고, 양사의 천거로 영제의 곁에서 강론을 하였다.
광화2년(179년), 태상에서 사공으로 승진하였다.
광화 5년(182년) 정월 신미일, 영제는 조서를 내려 자사들로 하여금 백성을 괴롭히는 지방관을 찾아 보고하게 하였다. 장제와 태위 허욱은 환관들로부터 뇌물을 받아 그들의 자제와 빈객들을 감사 대상에서 제외하고는 도리어 변방의 작은 군들의 청렴한 관리 스물여섯 명을 탄핵하였는데, 관리와 백성들은 명단이 허위로 꾸며진 것이라며 항의하였다. 사도 진탐과 의랑(議郞) 조조가 이를 규탄하니, 영제는 장제 등을 꾸짖고는 명단의 관리들을 의랑에 임명하였다.
중평 원년(184년), 병으로 면직되었고 곧 죽었다. 영제는 장제를 거기장군·관내후에 추증하였고, 아들 장근(張根)을 채양향후(蔡陽鄕侯)에 봉하였다. 아우 장희 또한 관직이 사공에 이르렀다.

## 출전
- 범엽, 《후한서》 권8 효영제기 · 권45 원장한주열전 · 권57 두난유이유사열전

| 전임 진구 | 후한의 태상 179년 | 후임 진탐 |

| 전임 원봉 | 후한의 사공 179년 ~ 184년 | 후임 장온 |